# زیاگان اروپا

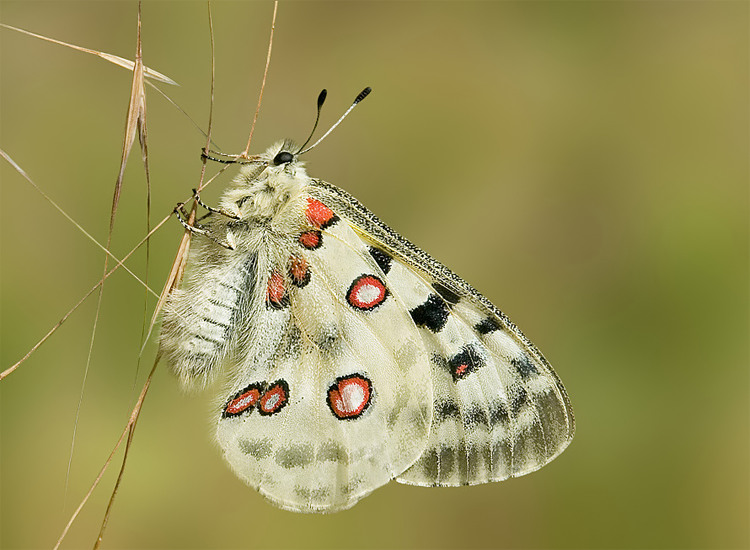
زیاگان اروپا

زیاگان اروپا (به انگلیسی: Fauna Europaea)، پایگاه داده‌ای از نام‌های علمی و مکان پراکندگی همهٔ موجودات زندهٔ چندسلولی اروپا و جانوران آب‌های شیرین است. هزینه اولیهٔ ساختمان آن توسط اتحادیه اروپا پرداخت شد. (۲۰۰۴–۲۰۰۰)
این پروژه با هماهنگی دانشگاه آمستردام اجرا شده‌است.